# Llanchid
Llanchid  es la localidad que se encuentra en la Isla Llanchid que pertenece administrativamente a la comuna de Hualaihué, Provincia de Palena, Región de los Lagos, Chile. Llanchid en lengua indígena significa Lugar de Pena y Llanto.
En febrero de 2014 Llanchid junto con el grupo de islas Desertores fueron cubiertas con el servicio eléctrico a través de generadores eólicos.
La localidad en tierra más Cercana a Llanchid son Puntilla Pichicolo y Caleta Pichicolo